# Masallı
Masallı è una città dell'Azerbaigian, capoluogo dell'omonimo distretto.